# Ayumu Gorōmaru
Ayumu Gorōmaru (jap. 五郎丸歩) (ur. 1 marca 1986 w Fukuoce) – japoński rugbysta występujący na pozycji obrońcy, reprezentant kraju, uczestnik Pucharu Świata w Rugby 2015.
Grać w rugby rozpoczął w wieku trzech lat. Podczas studiów na Uniwersytecie Waseda związany był z jego zespołem rugby. Czterokrotnie zwyciężał z nim w uniwersyteckich mistrzostwach kraju, grał także w innych meczach, jak choćby przeciwko Oxfordowi. Wówczas to wykształcił swój styl kopów na słupy, wzorując go na tym, który prezentował Jonny Wilkinson. Związał się następnie z występującym w Top League zespołem Yamaha Júbilo i w jego barwach czterokrotnie był wybierany najlepszym obrońcą ligi, dwukrotnie w nich był także najlepiej punktującym zawodnikiem.
W japońskiej reprezentacji zadebiutował w kwietniu 2005 roku, jednak nie gościł za często w kadrze za kadencji Jean-Pierre’a Élissalde'a i Johna Kirwana, stał się jej mocnym punktem, dopiero gdy selekcjonerem został Eddie Jones. Brał udział w rozgrywkach Asian Five Nations/Asian Rugby Championship w edycjach 2009, 2012, 2013, 2014 i 2015 oraz w Pucharze Narodów Pacyfiku w edycjach 2009, 2012, 2013, 2014 i 2015. Otrzymał także powołanie na Puchar Świata w Rugby 2015. Był rekordzistą pod względem zdobytych w japońskiej reprezentacji punktów, przyczynił się także do historycznych zwycięstw nad Walią i RPA.